# El nem kötelezett országok
Az el nem kötelezett országok mozgalma eredetileg azokat az országokat tömörítette, amelyek nem csatlakoztak egyetlen nagy hatalmi-katonai (az USA vagy a Szovjetunió vezette) tömörüléshez sem. Ma már más alapokon működik. 2010-ben 118 állam volt tagja, valamint 18 ország megfigyelő státusszal bírt.
Az 1979. évi havannai nyilatkozat kijelentette, hogy a szervezet célja a „nemzeti függetlenség, szuverenitás, területi integritás és biztonság biztosítása az el nem kötelezett országok számára, valamint az imperializmus, gyarmatosítás, neokolonializmus, apartheid, rasszizmus és cionizmus, a külső agresszió, okkupáció, domináció és hegemonizmus, és a tömbpolitika elleni harc”. A mozgalom elsősorban a függetlenségi harcokra fókuszál, továbbá a szegénység megszüntetése, a gazdasági fejlődés, valamint a gyarmatosítás, imperializmus és neokolonializmus elleni harc a fő céljai. A világ lakosságának 55%-át képviseli, a világ államainak többségét, valamint az ENSZ tagságának ⅔-át. A tagállamok viszont főleg a világ legszegényebb országai, és így kevés politikai hatalommal rendelkezik.

## Története
A szervezetet 1961-ben alapították meg Belgrádban, az akkori Jugoszláviában. Négy politikai vezető elképzelésein alapult: Indonézia első elnöke, Sukarno, India első miniszterelnöke, Dzsaváharlál Nehru, Egyiptom második elnöke, Gamal Abden-Nasszer, valamint Jugoszlávia első elnöke, Josip Broz Tito megbeszélései szerint jött létre. Mind a négy vezető ismert szószólója volt a „közép-útnak”, amellyel a két tömbhöz képest elmaradott, vagy kifejezetten fejletlen országokat ki akarták vonni a nyugati és a keleti tömbök között folyó hidegháborúból.

A tömbrendszer 1980-ban

A főbb tagjai India, Egyiptom, Dél-Afrika, valamint régebben Jugoszlávia és Kína voltak. Brazília soha nem volt a szervezet tagja, de sok közös célja volt, és gyakran küldött megfigyelőket a konferenciákra. Habár eredetileg a NATO-hoz és a Varsói Szerződéshez hasonló szoros szövetséget akartak létrehozni, a tagországok között mindig is kevés egyetértés volt, és a tagok gyakran vagy az egyik, vagy a másik nagy tömbbel léptek szövetségre. Például Kuba a Szovjetunió szövetségese volt a hidegháború alatt, India pedig Kína ellen szövetkezett a szovjetekkel. A mozgalom a legnagyobb krízisét 1979-ben érte el, amikor Szovjetunió megtámadta Afganisztánt. Amíg sok tagállam támogatta az inváziót, sokan (főleg a muzulmán országok) ellenezték.
Ennek ellenére a szervezet sokat tett a baráti viszonyok kifejlesztésére a tagországok között. Az országok munkabrigádokat, szakértőket vagy anyagi segítséget küldtek egymásnak. A tagállamok állampolgárai gyakran könnyen utazhattak a többi tagországba, vízum és más bizonylatok nélkül.
Az el nem kötelezettek mozgalmának létrejöttét a hidegháború és a tömbrendszer váltotta ki, ezért annak befejezése után a mozgalomnak újra kellett indokolnia létezését. A délszláv háborúk következtében Jugoszlávia tagságát megszüntették. Az egykori ország területén létrejött új államok nem mutatnak érdeklődést a mozgalom iránt, inkább a NATO felé igyekeznek haladni, bár négy korábbi tagállam (Horvátország, Bosznia-Hercegovina, Montenegró és Szerbia) megfigyelő státuszú tagokká váltak. 2004-ben Málta és Ciprus kilépett a szervezetből, amikor beléptek az Európai Unióba, így Fehéroroszország maradt az egyetlen európai tagállam.
A korábbi tagországok közül Argentína 1991-ben kilépett, de megfigyelő státuszú állam maradt.
A szervezetbe legutoljára Azerbajdzsán és a Fidzsi-szigetek lépett be, mindketten 2011-ben.
Ezidáig kettő olyan tagállam van, melyek pályáztak a teljes jogú tagságra, de azt a szervezet tagállamai visszautasították. Bosznia-Hercegovina 1995-ben, míg Costa Rica 1998-ban szeretett volna teljes jogú tagállammá válni.

## Konferenciák
- 1. konferencia – Belgrád, 1961. szeptember 1.  – 1961. szeptember 6.
- 2. konferencia – Kairó, 1964. október 5.  – 1964. október 10.
- 3. konferencia – Lusaka, 1970. szeptember 8.  – 1970. szeptember 10.
- 4. konferencia – Algír, 1973. szeptember 5.  – 1973. szeptember 9.
- 5. konferencia – Colombo, 1976. augusztus 16.  – 1976. augusztus 19.
- 6. konferencia – Havanna, 1979. szeptember 3.  – 1979. szeptember 9.
- 7. konferencia – Delhi, 1983. március 7. – 1983. március 12.
- 8. konferencia – Harare, 1986. szeptember 1.  – 1986. szeptember 6.
- 9. konferencia – Belgrád, 1989. szeptember 4.  – 1989. szeptember 7.
- 10. konferencia – Jakarta, 1992. szeptember 1.  – 1992. szeptember 7.
- 11. konferencia – Cartagena de Indias, 1995. október 18.  – 1995. október 20.
- 12. konferencia – Durban, 1998. szeptember 2.  – 1998. szeptember 3.
- 13. konferencia – Kuala Lumpur, 2003. február 20.  – 2003. február 25.
- 14. konferencia – Durban, 2004. augusztus 17.  – 2004. augusztus 19.
- 14. konferencia – Havanna, 2006. szeptember 14.  – 2006. szeptember 15.
- 15. konferencia – Sarm es-Sejk, 2009. július 11.  – 2009. július 16.
- 16. konferencia – Teherán, 2012. augusztus 26.  – 2012. augusztus 31.

## Tagországok

Teljes jogú tagországok
Megfigyelő státuszú államok

### Teljes jogú tagországok
1. Afganisztán
2. Algéria
3. Angola
4. Antigua és Barbuda
5. Azerbajdzsán
6. Bahama-szigetek
7. Bahrein
8. Banglades
9. Barbados
10. Belize
11. Benin
12. Bhután
13. Bissau-Guinea
14. Bolívia
15. Botswana
16. Brunei
17. Burkina Faso
18. Burundi
19. Chile
20. Comore-szigetek
21. Csád
22. Dél-afrikai Köztársaság
23. Dominikai Közösség
24. Dominikai Köztársaság
25. Dzsibuti
26. Ecuador
27. Egyiptom
28. Egyenlítői-Guinea
29. Egyesült Arab Emírségek
30. Elefántcsontpart
31. Eritrea
32. Etiópia
33. Észak-Korea
34. Fehéroroszország
35. Fidzsi-szigetek
36. Fülöp-szigetek
37. Gabon
38. Gambia
39. Ghána
40. Grenada
41. Guatemala
42. Guinea
43. Guyana
44. Haiti
45. Honduras
46. India
47. Indonézia
48. Irak
49. Irán
50. Jamaica
51. Jordánia
52. Jemen
53. Kambodzsa
54. Kamerun
55. Katar
56. Kelet-Timor
57. Kenya
58. Kolumbia
59. Kongói Köztársaság
60. Kongói Demokratikus Köztársaság
61. Közép-afrikai Köztársaság
62. Kuba
63. Kuvait
64. Laosz
65. Lesotho
66. Libanon
67. Libéria
68. Líbia
69. Madagaszkár
70. Malawi
71. Malajzia
72. Maldív-szigetek
73. Mali
74. Marokkó
75. Mauritánia
76. Mauritius
77. Mianmar
78. Mongólia
79. Mozambik
80. Namíbia
81. Nepál
82. Nicaragua
83. Niger
84. Nigéria
85. Omán
86. Pakisztán
87. Palesztina
88. Panama
89. Pápua Új-Guinea
90. Peru
91. Ruanda
92. Saint Lucia
93. Saint Kitts és Nevis
94. Saint Vincent és a Grenadine-szigetek
95. São Tomé és Príncipe
96. Seychelle-szigetek
97. Sierra Leone
98. Srí Lanka
99. Suriname
100. Szaúd-Arábia
101. Szenegál
102. Szingapúr
103. Szomália
104. Szudán
105. Szváziföld
106. Szíria
107. Tanzánia
108. Thaiföld
109. Togo
110. Trinidad és Tobago
111. Tunézia
112. Türkmenisztán
113. Uganda
114. Üzbegisztán
115. Vanuatu
116. Venezuela
117. Vietnám
118. Zambia
119. Zimbabwe
120. Zöld-foki Köztársaság

### Korábbi tagországok
1. Argentína[7][9]
2. Dél-Jemen[7]
3. Észak-Jemen[7]
4. Ciprus[7]
5. Málta[7]
6. Jugoszlávia[7]

### Megfigyelő államok és szervezetek

#### Államok
A következő államok megfigyelő státuszban vesznek részt a szervezet munkájában.
1. Argentína
2. Bosznia-Hercegovina
3. Brazília
4. Costa Rica
5. Salvador
6. Horvátország
7. Kazahsztán
8. Kirgizisztán
9. Kína
10. Mexikó
11. Montenegró
12. Örményország
13. Paraguay
14. Szerbia
15. Tádzsikisztán
16. Ukrajna
17. Uruguay

#### Nemzetközi szervezetek
1. , Egyesült Nemzetek Szervezete
2. , Afrikai Unió
3. Nemzetközösség,
4. ,  Arab Liga
5. , Iszlám Konferencia Szervezete
6. Kanak Szocialista Nemzeti Felszabadító Front (FLNKS), mely Új-Kaledónia függetlenségért küzd
7. Hostisiai Nemzeti Felszabadítási Mozgalom, mely Puerto Rico szuverén állammá válásáért harcol
8. Csúcstalálkozó a Világ Békéjéért
9. Afro-ázsiai Népek Szolidaritási Szervezete [AAPSO]